# Oncidium obstipum
Oncidium obstipum är en orkidéart som beskrevs av Willibald Königer och Posada. Oncidium obstipum ingår i släktet Oncidium och familjen orkidéer. Inga underarter finns listade i Catalogue of Life.